# Félix Tonye Mbog
Pour les articles homonymes, voir Tonyé et Mbog.
Félix Tonye Mbog, né le 14 mai 1934 à So-Dibanga (Nyong-et-Kellé) et mort le 2 juillet 2022, est un homme politique camerounais qui fut plusieurs fois ministre entre 1975 et 1985.

## Biographie

### Enfance, formation et débuts
Félix Tonye Mbog est né le 14 mai 1934 à Solibanga dans le département du Nyong-et-Kellé. Il obtient son premier diplôme, le CEPE, en 1951. 
Entre 1951 et 1959, il fait ses études secondaires au Petit Séminaire d’Akono. Il y obtient la première partie du Baccalauréat, et au Lycée Joss de Douala, il acquiert la deuxième partie du Baccalauréat.
De 1962 à 1966, il fait ses études supérieures à la Faculté de Droit et Sciences Economiques de l’Université de Yaoundé. Il obtient la Licence en Droit. En même temps, il suit la formation à l’ENAM puis à l’IIAP de Paris entre 1962 et 1965.

### Carrière

#### Carrière dans le gouvernement
Dès 1966, Félix Tonye Mbog est administrateur civil principal et sera Chargé de Mission à la Présidence de la République. En 1969, il est secrétaire général du Ministère du Travail et des Lois Sociales. 
Il est Ministre de la Jeunesse et des Sports du 3 juillet 1972 au 8 novembre 1979. C'est sous Félix Tonye Mbog que le Cameroun organise sa première CAN en 1972. Il est Ministre de l’Agriculture du 8 novembre 1979 au 6 novembre 1982. Puis Ministre du Travail et de la Prévoyance Sociale du 6 novembre 1982 au 7 juillet 1984. Il est enfin Ministre des Postes et Télécommunications du 7 juillet 1984 au 23 août 1985.

#### Carrière civile
Félix Tonye Mbog est directeur général adjoint de la SODECAO du 26 avril 1986 au 23 décembre 1987, et DG de la SODECAO  de 23 décembre 1987 à  25 janvier 1991. 
En janvier 2022, il prend part à la dédicace de sa biographie écrite par Édouard Oum et rééditée la même année.

### Mort (2022)
Il meurt le 2 juillet 2022,,.

## Œuvres
Il est le créateur du nom Lions Indomptables comme surnom de l'Équipe du Cameroun de football,.